# Coxelus sylvaticus
Coxelus sylvaticus es una especie de coleóptero de la familia Zopheridae.

## Distribución geográfica
Habita en Chile.